# Danis Zaripov
Danis Zinnurovič Zaripov (Данис Зиннурович Зарипов * 26. březen 1981, Čeljabinsk) je bývalý ruský tatarský hokejový útočník, který odehrál přes 650 utkání v ruské KHL, všechny, s výjimkou 4 ročníků s Metallurg Magnitogorsk, za Ak Bars Kazaň, jejíž byl na sklonku kariéry kapitánem.
S ruskou hokejovou reprezentací se v roce 2008 a 2009 stal mistrem světa. Je též vítězem Superligy a pětinásobným vítězem Gagarinova poháru s týmem Ak Bars Kazaň (třikrát) a Metallurg Magnitogorsk (dvakrát).

## Ocenění

### Kolektivní
- Nejlepší trojka (KHL) – 2006 a 2007 (spolu s Alexejem Morozovem a Sergejem Zinovjevem za tým Ak Bars Kazaň), 2009 (spolu s Alexejem Morozovem a Tonym Mårtenssonem za tým Ak Bars Kazaň), 2012 (spolu s Niko Kapanenem a Alexejem Morozovem za tým Ak Bars Kazaň) a 2014 (spolu se Sergejem Mozjakinem a Janem Kovářem za tým Metallurg Magnitogorsk)

### Individuální
- Zlatá hokejka (KHL) – 2009
- Zlatá přilba (KHL) – 2009, 2014
- Nejlepší střelec (KHL) – 2007
- Mistr play-off (KHL) – 2007
- Železný muž (KHL) – 2009

## Klubové statistiky
| Sezona      | Klub                   | Soutěž      | Základní část | Základní část | Základní část | Základní část | Základní část | Play off | Play off | Play off | Play off | Play off |
| Sezona      | Klub                   | Soutěž      | Z             | G             | A             | B             | TM            | Z        | G        | A        | B        | TM       |
| ----------- | ---------------------- | ----------- | ------------- | ------------- | ------------- | ------------- | ------------- | -------- | -------- | -------- | -------- | -------- |
| 1996/97     | Mečel Čeljabinsk       | RSL2        | 1             | 0             | 1             | 1             | 0             | —        | —        | —        | —        | —        |
| 1997/98     | Mečel Čeljabinsk       | RSL2        | 10            | 0             | 0             | 0             | 14            | —        | —        | —        | —        | —        |
| 1998/99     | Swift Current Broncos  | WHL         | 62            | 23            | 8             | 31            | 33            | 6        | 0        | 1        | 1        | 6        |
| 1999/00     | Mečel Čeljabinsk       | RSL         | 37            | 5             | 6             | 11            | 16            | 3        | 1        | 0        | 1        | 2        |
| 2000/01     | Mečel Čeljabinsk       | RSL         | 39            | 9             | 7             | 16            | 18            | 3        | 0        | 0        | 0        | 0        |
| 2001/02     | Ak Bars Kazaň          | RSL         | 41            | 3             | 6             | 9             | 14            | —        | —        | —        | —        | —        |
| 2002/03     | Ak Bars Kazaň          | RSL         | 48            | 16            | 10            | 26            | 18            | 5        | 0        | 0        | 0        | 0        |
| 2003/04     | Ak Bars Kazaň          | RSL         | 52            | 8             | 5             | 13            | 20            | 8        | 1        | 1        | 2        | 4        |
| 2004/05     | Ak Bars Kazaň          | RSL         | 56            | 13            | 12            | 25            | 16            | 4        | 0        | 0        | 0        | 0        |
| 2005/06     | Ak Bars Kazaň          | RSL         | 49            | 14            | 25            | 39            | 36            | 13       | 3        | 5        | 8        | 2        |
| 2006/07     | Ak Bars Kazaň          | RSL         | 53            | 32            | 30            | 62            | 30            | 16       | 10       | 7        | 17       | 4        |
| 2007/08     | Ak Bars Kazaň          | RSL         | 57            | 21            | 34            | 55            | 38            | 10       | 3        | 6        | 9        | 20       |
| 2008/09     | Ak Bars Kazaň          | KHL         | 56            | 34            | 31            | 65            | 26            | 21       | 6        | 10       | 16       | 8        |
| 2009/10     | Ak Bars Kazaň          | KHL         | 52            | 16            | 26            | 42            | 58            | 1        | 0        | 1        | 1        | 2        |
| 2010/11     | Ak Bars Kazaň          | KHL         | 40            | 18            | 19            | 37            | 18            | 9        | 4        | 3        | 7        | 2        |
| 2011/12     | Ak Bars Kazaň          | KHL         | 53            | 25            | 19            | 44            | 48            | 12       | 4        | 5        | 9        | 4        |
| 2012/13     | Ak Bars Kazaň          | KHL         | 46            | 19            | 17            | 36            | 14            | 12       | 4        | 2        | 6        | 8        |
| 2013/14     | Metallurg Magnitogorsk | KHL         | 53            | 25            | 39            | 64            | 32            | 21       | 11       | 15       | 26       | 34       |
| 2014/15     | Metallurg Magnitogorsk | KHL         | 60            | 24            | 40            | 64            | 40            | 10       | 5        | 6        | 11       | 2        |
| 2015/16     | Metallurg Magnitogorsk | KHL         | 60            | 22            | 32            | 54            | 26            | 22       | 6        | 8        | 14       | 14       |
| 2016/17     | Metallurg Magnitogorsk | KHL         | —             | —             | —             | —             | —             | —        | —        | —        | —        | —        |
| RSL celkově | RSL celkově            | RSL celkově | 432           | 121           | 135           | 256           | 206           | 62       | 18       | 19       | 37       | 32       |
| KHL celkově | KHL celkově            | KHL celkově | 420           | 183           | 223           | 406           | 262           | 108      | 40       | 51       | 91       | 74       |

### Reprezentační statistiky
| 2006            | Rusko           | MS              | 6  | 2  | 3  | 5  | 4  | 5. místo         |
| 2007            | Rusko           | MS              | 9  | 3  | 9  | 12 | 6  | Bronzová medaile |
| 2008            | Rusko           | MS              | 8  | 3  | 4  | 7  | 0  | Zlatá medaile    |
| 2009            | Rusko           | MS              | 2  | 2  | 1  | 3  | 0  | Zlatá medaile    |
| 2010            | Rusko           | ZOH             | 4  | 2  | 0  | 2  | 2  | 6. místo         |
| 2011            | Rusko           | MS              | 9  | 1  | 5  | 6  | 0  | 4. místo         |
| 2014            | Rusko           | MS              | 10 | 3  | 10 | 13 | 6  | Zlatá medaile    |
| 2015            | Rusko           | MS              | 1  | 1  | 2  | 3  | 0  | Stříbrná medaile |
| Senioři celkově | Senioři celkově | Senioři celkově | 49 | 17 | 34 | 51 | 18 |                  |